# Juan Esquer
Juan Alfredo Esquer Ramírez (Navojoa, 26 agosto 1986) è un pugile messicano.
Soprannominato "Panterita", ha un record attuale di 25-3-1, con 19 successi prima del limite.